# 백현동
백현동(柏峴洞)은 대한민국 성남시 분당구의 법정동이다.

## 개요
조선시대에는 광주군 낙생면 백현리(柏峴里) 지역이었는데, 1914년 광주군 낙생면 백현리로 칭하였다. 1971년 경기도 성남출장소에 편제되었다. 1973년 7월 성남시 백현동이라는 명칭을 얻게 되었고, 1975년 3월 낙생출장소에 편입되어 판교동의 관할이 되었다. 그 후 1989년 5월 중원구에 편입되었다가 1991년 9월 분당구에 편입되었다. 백현동의 명칭은 잿넘어 마을 뒷고개 마루터기에 큰 잣나무가 있어 그 고개를 ‘잣고개’, ‘재너머’, ‘백현’이라 불렀는데, 마을이 고개 밑이므로 후에 마을의 명칭이 되었고 1973년 동제가 되면서 동명이 되었다.

## 아파트
| 단지명                   | 건설사                | 시행사                 | 주소                 | 입주        | 비고 |
| ------------------------ | --------------------- | ---------------------- | -------------------- | ----------- | ---- |
| 백현마을 8단지 e편한세상 | DL홀딩스              | 대한주택공사           |                      | 2009년 9월  |      |
| 백현마을 9단지 e편한세상 | DL홀딩스              | 대한주택공사           |                      | 2009년 9월  |      |
| 백현마을 5단지 휴먼시아  | 서희건설              | 대한주택공사           | 분당구 판교역로 102  | 2009년 10월 |      |
| 백현마을 6단지 휴먼시아  | 범양건영              | 대한주택공사           | 분당구 판교역로 100  | 2009년 10월 |      |
| 백현마을 7단지 휴먼시아  | ㈜울트라건설          | 대한주택공사           | 분당구 판교역로 98   | 2009년 11월 |      |
| 백현마을 2단지 휴먼시아  | 진흥기업              | 대한주택공사           | 분당구 동판교로 122  | 2009년 12월 |      |
| 백현마을 3단지 휴먼시아  | 경남기업              | 한국토지주택공사       | 분당구 동판교로 92   | 2011년 1월  |      |
| 백현마을 4단지 휴먼시아  | 남양건설              | 한국토지주택공사       | 분당구 동판교로 91   | 2011년 1월  |      |
| 판교 푸르지오 그랑블     | 대우건설 서해종합건설 | ㈜한성                 |                      | 2011년 7월  |      |
| 더샵 판교 퍼스트파크     | 포스코이앤씨          | ㈜성남알앤디피에프브이 | 분당구 판교백현로 38 | 2021년 6월  |      |

## 교육
- 보평초등학교
- 성남화랑초등학교
- 신백현초등학교
- 신백현중학교
- 보평중학교
- 보평고등학교